# Маханёк, Константин Семёнович
Константи́н Семёнович Маханёк (14 января 1901, Висимо-Шайтанский завод, Пермская губерния — 5 мая 1977, Пермь) — советский учёный-историк, декан исторического факультета (1934—1939), зам. директора по научно-учебной части (1934—1939), директор Пермского пединститута (1948—1953); последний декан историко-филологического (1955—1960), организатор и первый декан исторического факультета Пермского университета (1960—1963). Депутат Молотовского городского Совета.

## Биография
В 1928 году окончил педагогический факультет Пермского университета.
До 1933 года обучался в аспирантуре при кафедре истории народов СССР исторического отделения Пермского педагогического института.
С 1932 по 1942 год — доцент, затем заведующий кафедрой истории СССР исторического факультета Пермского (Молотовского) пединститута; в 1934—1939 — декан исторического факультета, заместитель директора института по научно-учебной части.
С июля 1941 по март 1948 года — на партийной работе. Работал в Молотовской областной партшколе зав. кафедрой истории до 1948 года.
В 1948—1953 годах — директор Молотовского пединститута, до 1955 года вновь заведовал кафедрой истории СССР. С 1951 года — кандидат исторических наук (диссертация «Восстание крестьян коми-пермяков в 1861 году»).
В 1955—1960 годах — последний декан историко-филологического факультета Молотовского (Пермского) университета. После его разделения на историческую и филологическую составляющие — организатор и первый декан исторического факультета ПГУ (1960—1963).
В 1961—1970 — заведующий кафедрой истории СССР Пермского университета. В университете работал до 1973 года.

## Научная деятельность
К. C. Маханёк — специалист по истории Урала, прежде всего — по социально-экономическим вопросам и крестьянскому движению в XIX в.
Ведущая тема исследований — крупное помещичье хозяйство, система организации его управления, социально-экономическое положение крепостных крестьян. Большое внимание уделил вопросам проведения крестьянской реформы 1861 г. и её последствиям. Дал анализ практики составления и введения уставных грамот в пореформенной деревне, отметил особенности их содержания для Урала.
Одним из первых обратился к истории Коми-Пермяцкого края в XIX в., показал социальное расслоение коми-пермяцкой деревни накануне отмены крепостного права.
Являлся соавтором двух крупнейших справочников по истории и культуре Пермского края: «Пермская область: природа, история, экономика, культура» (1959) и «Коми-Пермяцкий национальный округ: ист. очерки» (1977).

## Избранные научные работы
- Из истории проведения реформы 1861 г. на Урале // Перм. краевед. сборник. Пермь, 1928. Вып. 4.
- Пермская ссылка Н. И. Гулака — члена и организатора Украинско-Славянского общества // Учен. зап. Молотовского гос. пед. института. Молотов, 1941. № 8.
- Восстание крестьян — коми-пермяков 1861—1862 гг. // Там же. Молотов, 1948. Вып. 11.
- Молотовский государственный университет им. А. М. Горького // На Западном Урале. Молотов, 1956. Вып. 2.
- Организация управления крепостными крестьянами в вотчинных имениях Урала (по материалам Пермской губернии) // Из истории Урала. Свердловск, 1960.
- Пермская область: природа, история, экономика, культура / ред. Тиунов, В. Ф.; Маханек, К. С. и др. Пермское книжное издат., 1959, 1988. 405 с.
- Из истории развития крупного землевладения на Урале в 20-70-х гг. XIX века // Учен. зап. Перм. ун-та. Пермь, 1960. Т. 12, вып. 3.
- Организация управления крепостными крестьянами в вотчинных имениях Урала // Из истории Урала. Свердловск, 1960.
- К вопросу о земельных наделах рабочих и крестьян Урала по уставным грамотам // Учен. зап. Перм. ун-та. Пермь, 1964. Т. 108.
- О социальном расслоении крепостных крестьян Иньвенского округа помещичьего имения Строгановых в Прикамье в 30-60-е годы XIX века // Вопросы аграрной истории Урала и Западной Сибири. Свердловск, 1966.
- Организация управления крепостными крестьянами в вотчинных имениях Урала // Из истории Урала. Свердловск, 1960; Он же. О социальном расслоении крепостных крестьян Иньвенского округа помещичьего имения Строгановых в Прикамье в 30-60 гг. XIX века / / Вопросы аграрной истории Урала и Сибири. Свердловск, 1966.
- Волнение крестьян коми-пермяков на Иньве в 1861 году // Наш край. Кудымкар, 1967. Вып. 3.
- Надельные земли в помещичьих имениях Урала в 40-50-х годах XIX века (по материалам Пермского майората Строгановых) // Исследования по истории Урала. Пермь, 1970. Вып. 1.
- К истории крупного помещичьего хозяйства на Урале 40-50-х годов XIX века // Уральский археографический ежегодник за 1970 год. Пермь, 1971.[2]
- Коми-Пермяцкий национальный округ: ист очерки / науч. ред. д-р ист. наук, проф. Д. А. Чугаев, канд. ист. наук И. С. Капцугович; Г. Т. Бачев, В. А. Оборин, К. С. Маханек и др. — Пермь : Кн. изд-во, 1977. — 293 с. 5000 экз.

## Членство в государственных и общественных организациях
- Депутат Висимо-Шайтанского волостного Совета.
- Депутат Молотовского городского Совета.
- Редактор газеты Пермского окружного комитета союза работников просвещения «Голос просвещения».
- Член МОПР.
- Член Союза воинствующих безбожников СССР.
- Член Национального комитета историков СССР.
- Сотрудник газет «Звезда», «За большевистские педкадры», «Ленинский путь» (1933—1941)[3].

## Награды
- Орден "Знак Почёта".
- Медаль «За доблестный труд в Великой Отечественной войне 1941—1945 гг.».
- Серебряная медаль им. А. И. Герцена.